# لا دپاچه تانزونیه

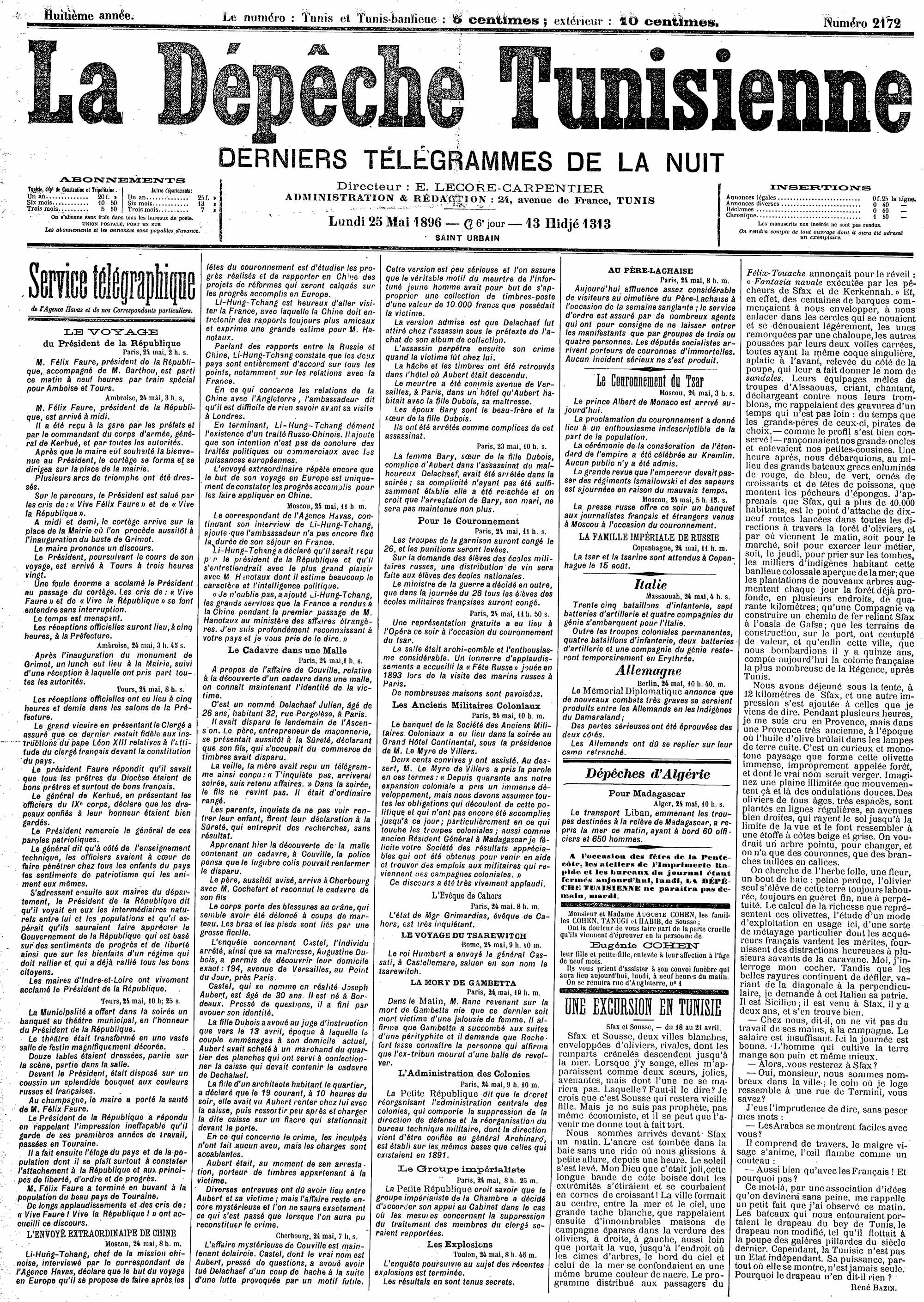
روزنامه فرانسوی لا دپاچه تانزونیه

لا دپاچه تانزونیه (به انگلیسی: La Dépêche tunisienne) یک روزنامه فرانسوی زبان بود که در تانزانیا در زمان استعمار فرانسه چاپ می‌گشت. بیشتر مردم تحصیل‌کرده تانزانیا در آن زمان آن را می‌خریدند.
این روزنامه ازلحاظ سیاسی گرایش به جناح راست دارد.